# Ray-Bernice Alexandra Kaiser Eames
Ray-Bernice Alexandra Kaiser Eames, –Ray Eames– (Sacramento, 15 de desembre de 1912 – Los Angeles, 21 d'agost de 1988) fou una artista i dissenyadora estatunidenca, autora de molts clàssics del mobiliari del segle XX juntament amb el seu marit, Charles Eames. Amb les seves cadires coloristes i les formes orgàniques dels seus mobles ella va revolucionar el disseny i personifica la idea del dissenyador tal com s'ha conegut després.

## Primers anys i formació
Ja de petita havia mostrat interès i habilitats per a la pintura, el color, la decoració. El 1933 va graduar-se al Bennett Women's College de Millbrook i va mudar-se a Nova York per estudiar art. Va fer classes de pintura amb Hans Hofmann, que la introduí en la pintura expressionista abstracta, i el 1936 es comptava entre els fundadors del grup American Abstract Artists. Algunes pintures seves es van poder veure a la primera exposició del grup al Riverside Museum de Manhattan l'any següent. Un dels seus quadres forma part de la col·lecció permanent del Whitney Museum of American Art.
El 1940 va entrar a la Cranbrook Academy of Art de Bloomfield Hills, a Michigan. Allà va conéixer Eero Saarinen i Charles Eames, als quals va ajudar a preparar els dibuixos per al concurs de mobiliari orgànic impulsat pel Museu d'Art Modern de Nova York, que finalment van ser premiats.

## Carrera professional
Ray i Charles Eames van contraure matrimoni el 1941 i es van establir a Califòrnia, on van continuar treballant plegats en el disseny de mobiliari fet amb contraxapat moldejat. El seu primer gran encàrrec va ser el disseny i fabricació de fèrules ergonòmiques per als ferits de l'exèrcit estatunidenc. Aquesta comanda els va donar experiència i els va capitalitzar, i també van tenir accés a nous materials que després farien servir en altres projectes. Posteriorment, la Marina dels Estats Units d'América els va encarregar lliteres i altres elements per a l'exèrcit. El 1946, Evans Products va començar a produir els seus mobles, que més tard van passar a mans de Herman Miller, Inc.
El 1943 Ray i Charles Eames van obrir una oficina d'arquitectura i disseny al número 901 de Washington Boulevard, a Venice, Los Angeles. D'allà van sorgir exposicions, pel·lícules, jocs, mobiliari i obres arquitectòniques, com la seva pròpia casa –coneguda com la «casa Eames» i construïda a finals dels anys quaranta amb fragments prefabricats d'acer al capdamunt d'un turó, de cara al Pacífic; encara al segle XXI constitueix un referent de l'arquitectura moderna.
Reconeguda per la contribució significativa al món del disseny d'interiors. Juntament amb el seu marit Charles Eames, va formar un equip creatiu emblemàtic que va revolucionar el disseny modern. Ray Eames va deixar una empremta duradora en el camp del disseny amb el seu enfocament innovador, la seva visió estètica i la seva habilitat per crear espais harmoniosos i funcionals.
Els Eames, una parella emblemàtica en el disseny estatunidenc del segle xx, van demostrar que el bon disseny no es limita a un estil, sinó que representa un llegat de solucions belles i intel·ligents a problemes. Charles i Ray Eames van ser percebuts com a innovadores i progressistes.

### Disseny tèxtil
El 1947, Ray Eames va dissenyar diversos patrons tèxtils, dos dels quals, "Crosspatch" i "Sea Things", van ser produïts per Schiffer Prints, una companyia coneguda per treballar amb artistes com Salvador Dalí i Frank Lloyd Wright. Dos dels seus dissenys tèxtils van rebre premis en una competència organitzada pel MoMA. A més de tèxtils, Ray també va crear gràfics per a publicitat, portades de revistes, cartells, línies de temps, taulers de jocs, invitacions i targetes de visita. Els seus tèxtils originals es poden trobar en col·leccions de museus d'art, i alguns han estat reeditats per Maharam com a part de la seva col·lecció "Textils del segle XX".

### Casa Eames
A finals dels anys 40, Ray i Charles Eames van crear la seva icònica residència, coneguda com la Casa Eames. Estratègicament ubicada dalt d'un turó amb vistes a l'Oceà Pacífic, aquesta casa va ser construïda utilitzant elements prefabricats d'acer, demostrant la seva innovació i visió en a l'arquitectura moderna de caràcter industrial. No obstant això, es tractava d'una casa en constant diàleg amb el seu entorn natural i que també acollia altres objectes de disseny en el seu interior. De fet, avui dia la Casa Eames continua sent aclamada com una fita arquitectònica de renom mundial.

### Mobles
Durant la dècada de 1950, el matrimoni Eames va continuar la seva prolífica tasca en arquitectura i disseny de mobles, destacant l'emblemàtica butaca Eames, una moderna interpretació de la butaca club. Van ser pioners en la utilització de noves tècniques, com ara la fibra de vidre i la resina plàstica en la fabricació de cadires. A més dels seus èxits en disseny i arquitectura, els Eames van organitzar nombroses exposicions, sent la primera d'elles, "Matemàtiques, un món de números i més enllà" (1961), un referent en exposicions científiques de caràcter popular.

## Creativitat i baix cost
En el disseny de mobles, els Earmes van ser pioners no només en les noves formes i l'aplicació creativa de forma i color, sinó també en la utilització de nous materials i noves tècniques, com la fusta contraxapada, la fibra de vidre, l'alumini o les resines i plàstics per a la fabricació d'armaris, butaques i cadires.

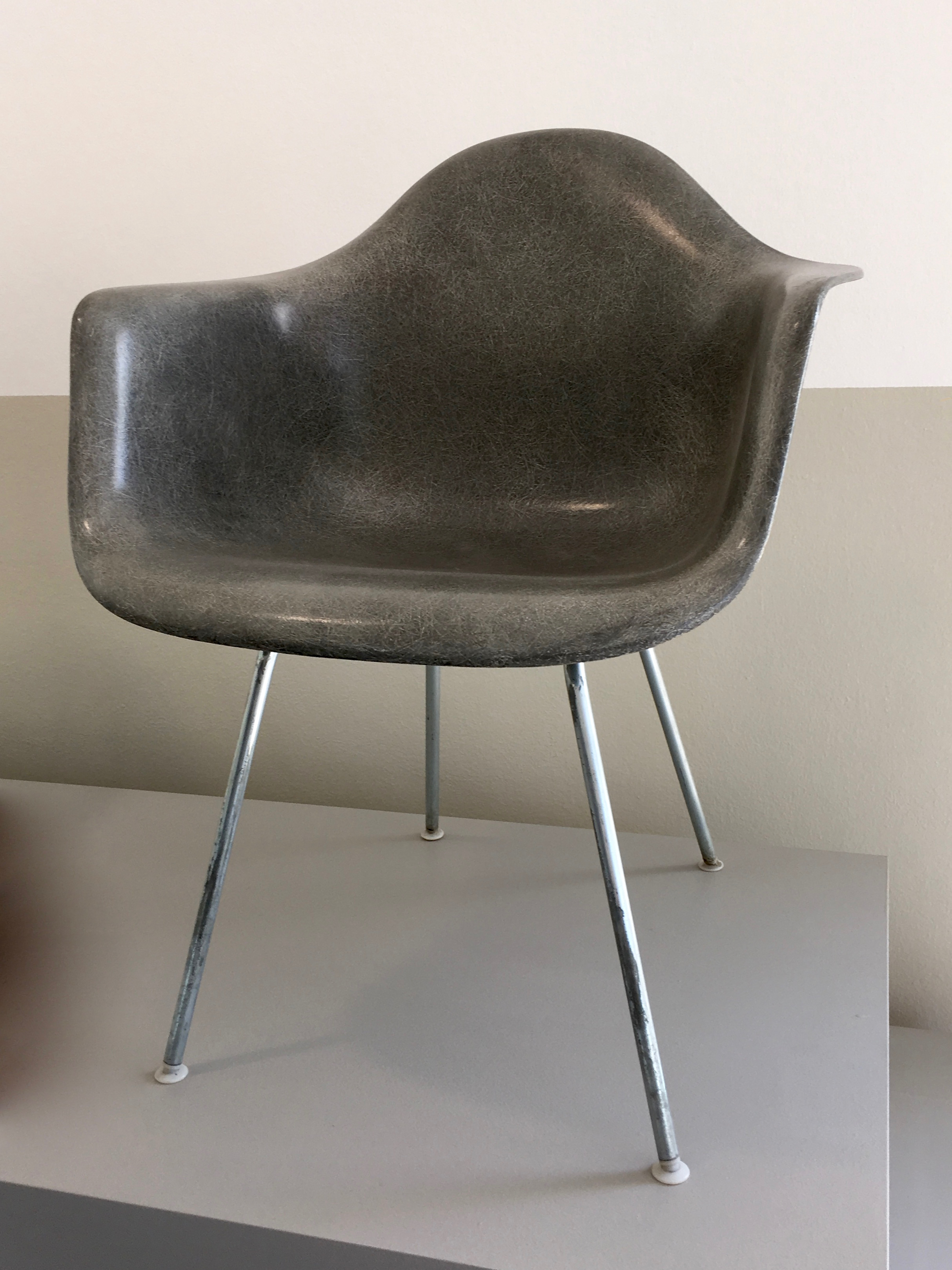
Cadira de Ray Eames

Aplicaren criteris de baix cost i tingueren per lema «The best for the most for the least» (El millor, per a la majoria, i per al mínim preu). Però no menystingueren altres objectius més enllà del baix cost, com la possibilitat d'emmagatzematge apilat o modular, la perfecció tècnica i formal o l'ergonomia. Així donaren la Wire Mesh Chair (1951) –la primera cadira metàl·lica produïda en sèrie–, la sèrie Aluminium Group (1958), el penjador Hang it All (1953), les cadires DAX (1950) i les DAR, DSR, DSX, DAW... Alguns dels seus dissenys estan entre els més influents del segle xx, com per exemple la Butaca Eames Lounge and Ottoman (1956).
Ray Eames també va crear pel·lícules, obres pictòriques, motius tèxtils, gràfics per a publicitat, cartells, taulers de jocs, invitacions i material de papereria, cobertes per a revistes -entre les quals gairebé una trentena de portades per a Arts & Architecture- i tota mena d'obres en què pogués expressar la seva creativitat.

## Reconeixements
El documental Eames, l'arquitecte i la pintora, dirigit per Jason Cohn, explica la història de la seva vida i la seva carrera.
El fabricant de mobles de Basilea Vitra continua produint els dissenys dels Eames, i el Vitra Design Museum de Weil am Rhein conserva i exposa part de la seva col·lecció.

## Galeria d'imatges

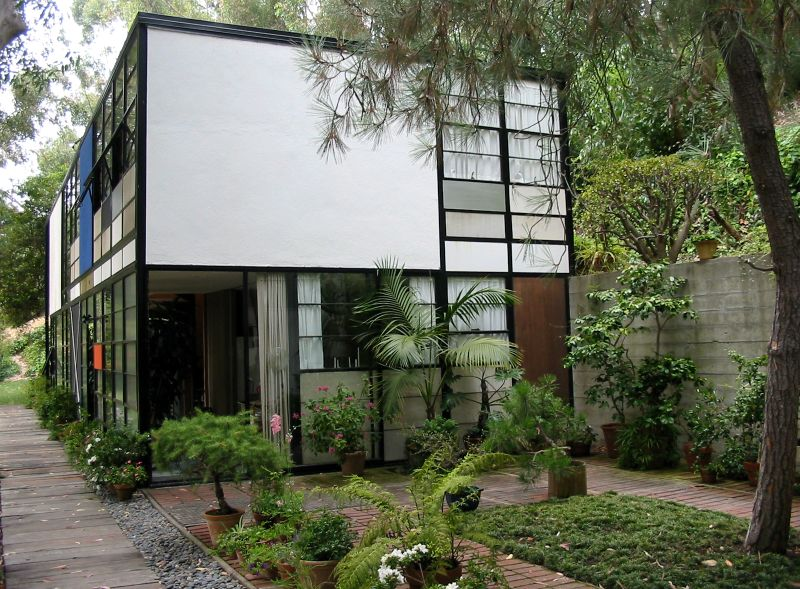
La Casa Eames (1949)
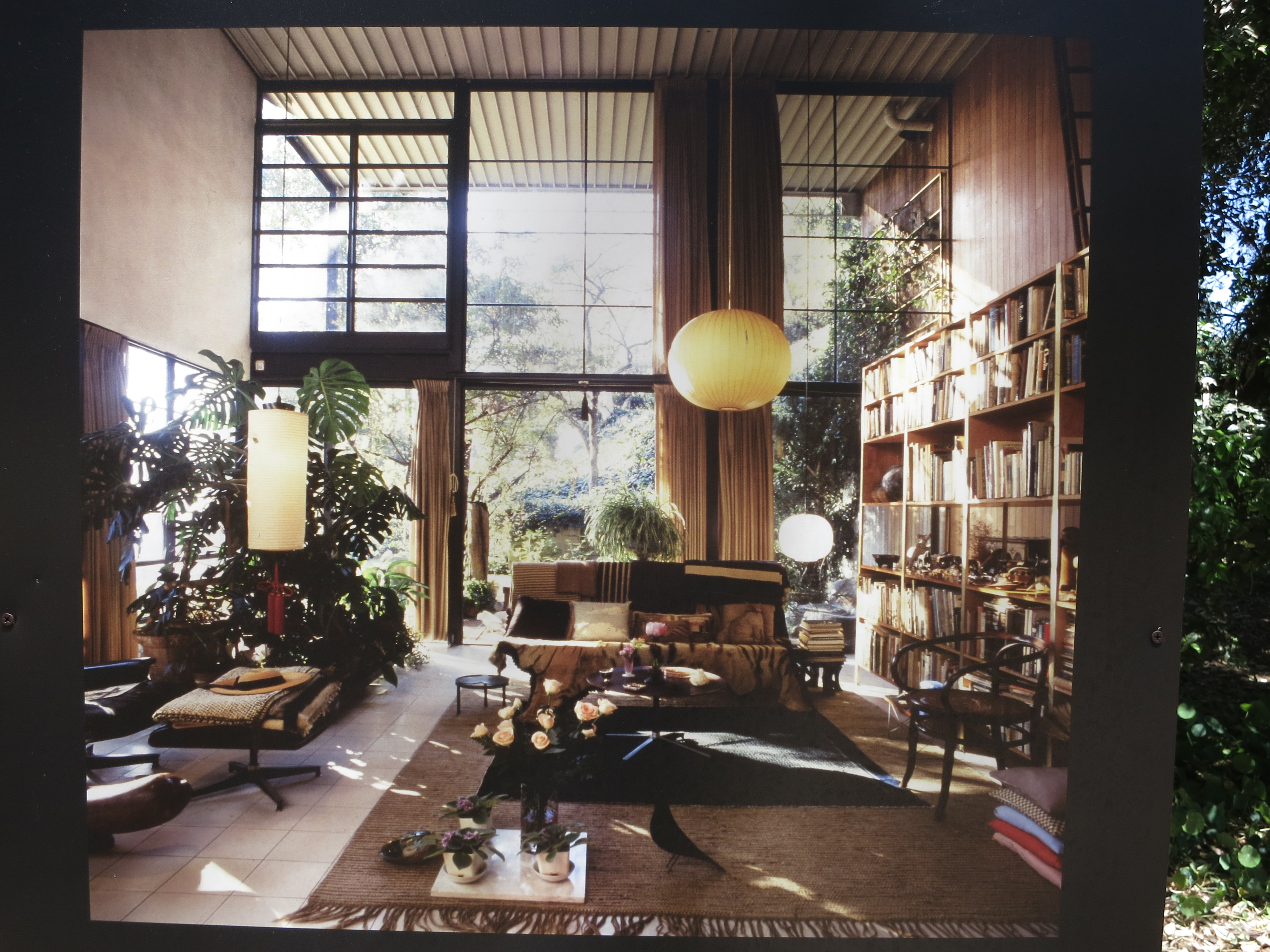
Casa Eames. Interior.
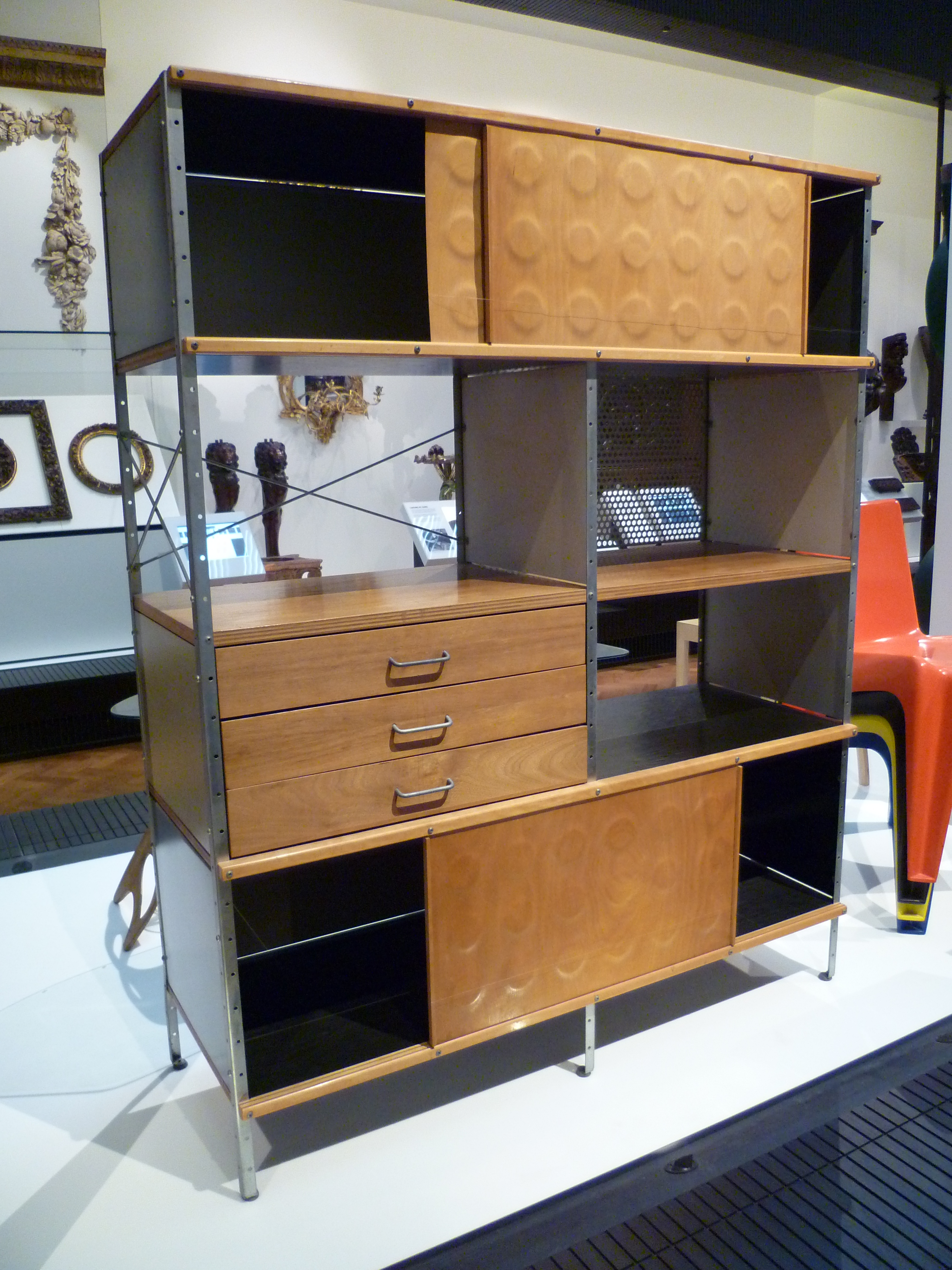
Armari (1949-50)
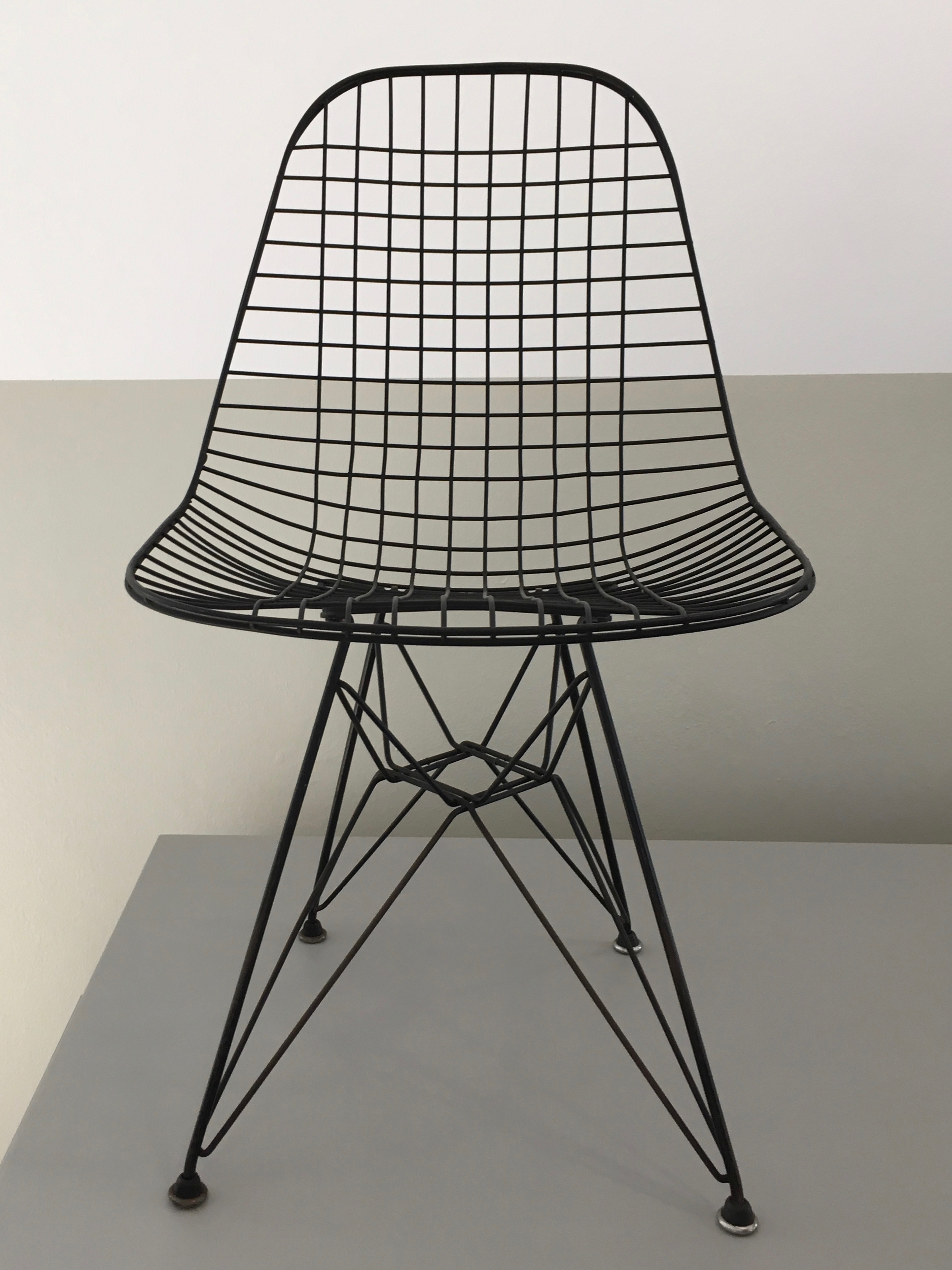
Bucket chair (1951)
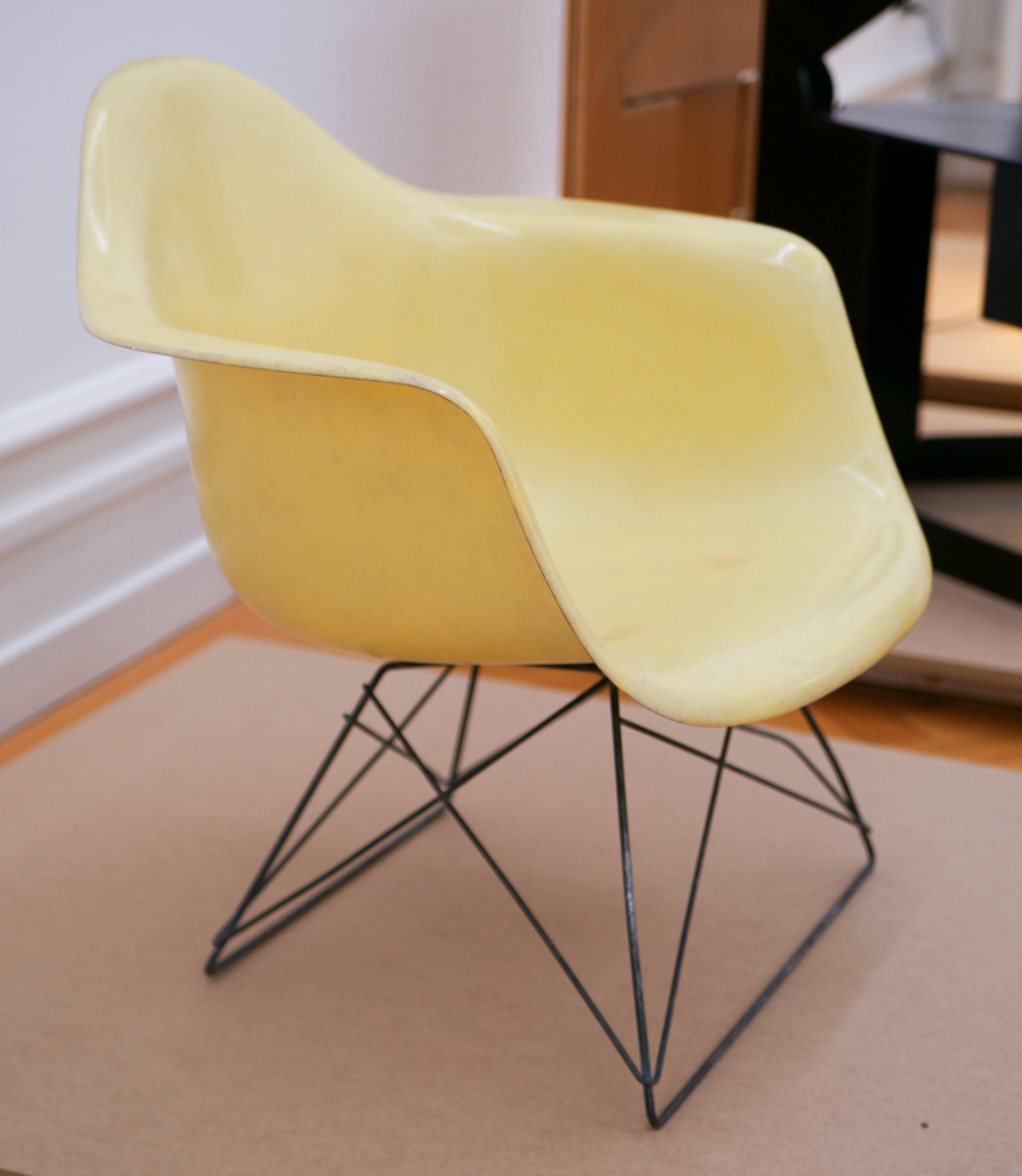
Cadira de plàstic 1950-53
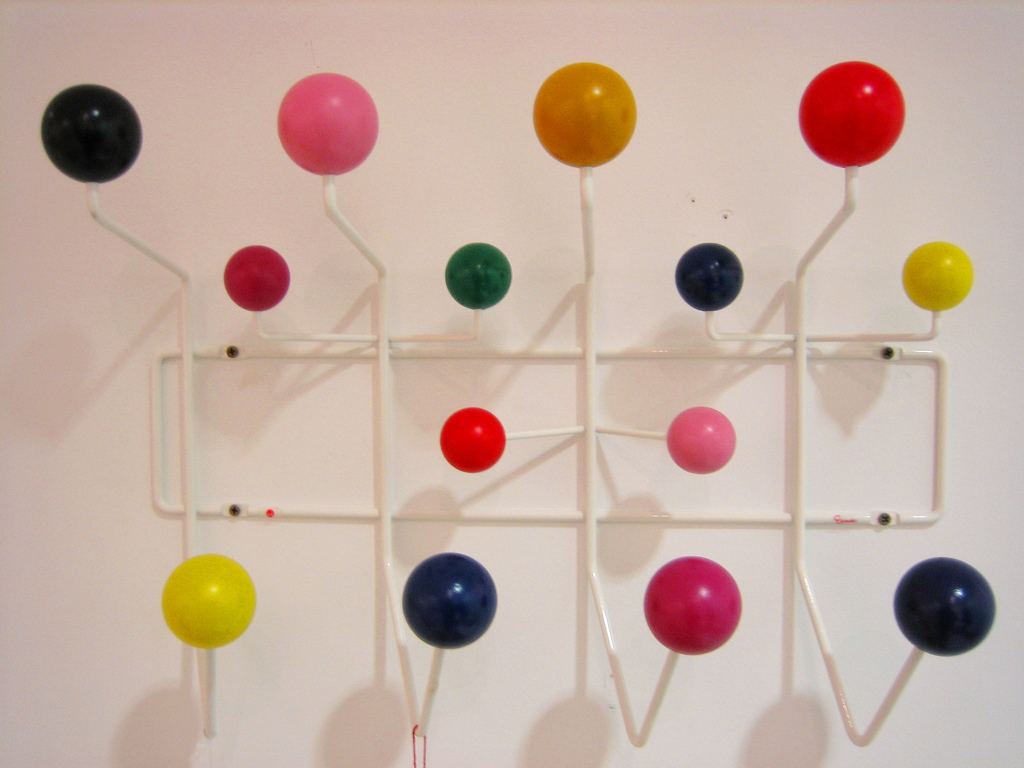
Penjador Hang it All (1953)
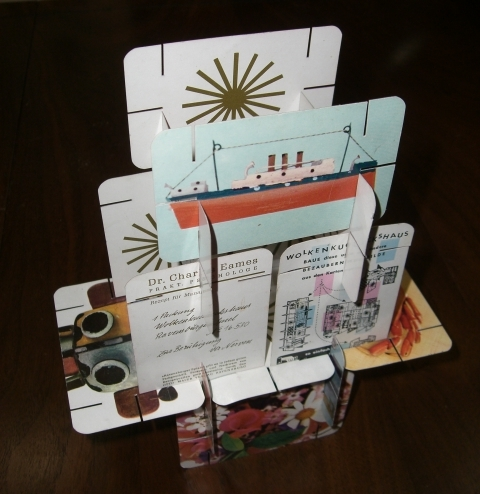
House of cards (joc de construccions,1954)
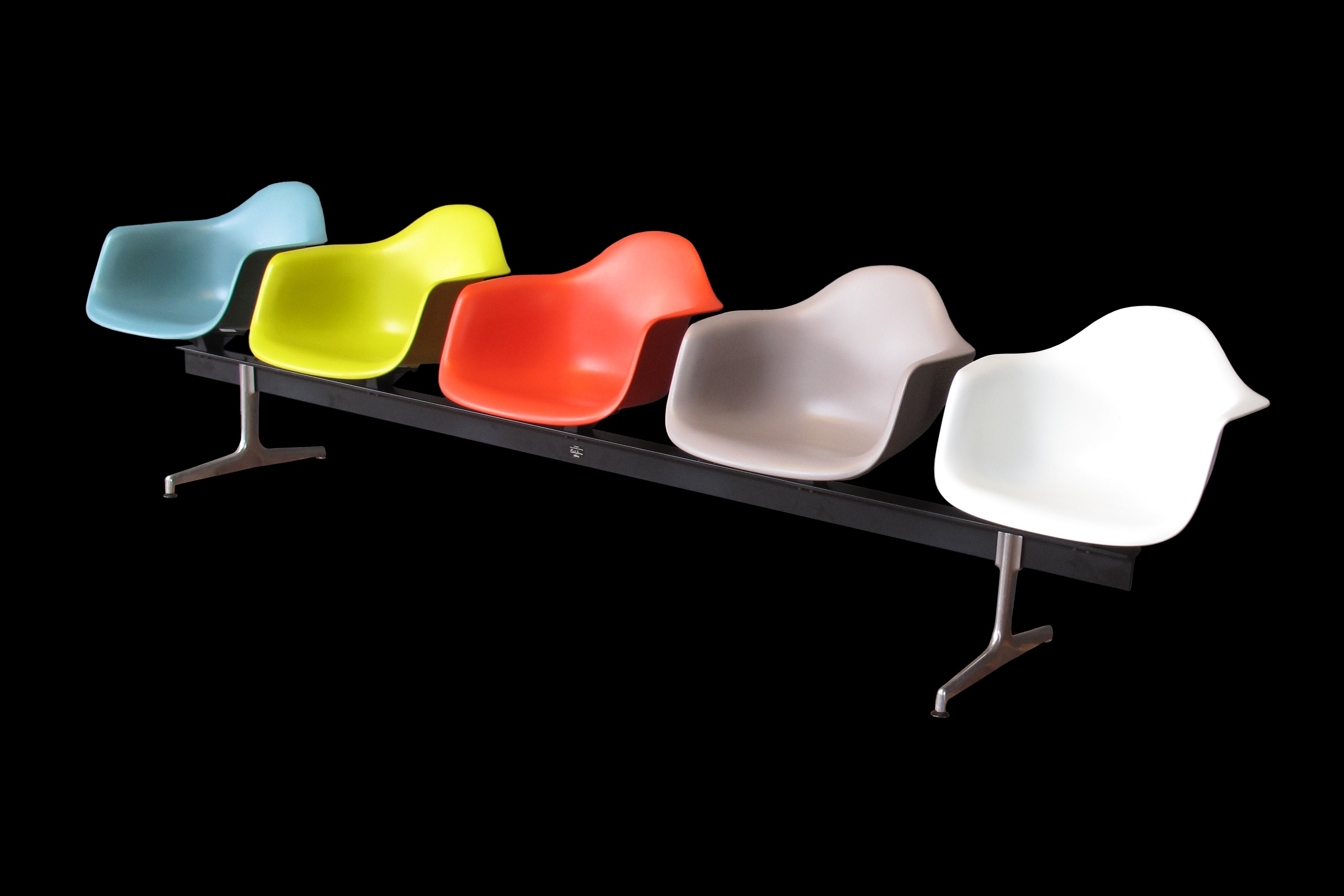
Mòdul de cadires de plàstic
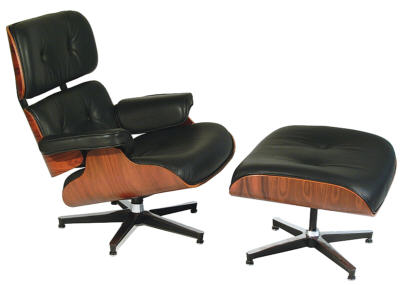
Eames Lounge i Otomana (1956)
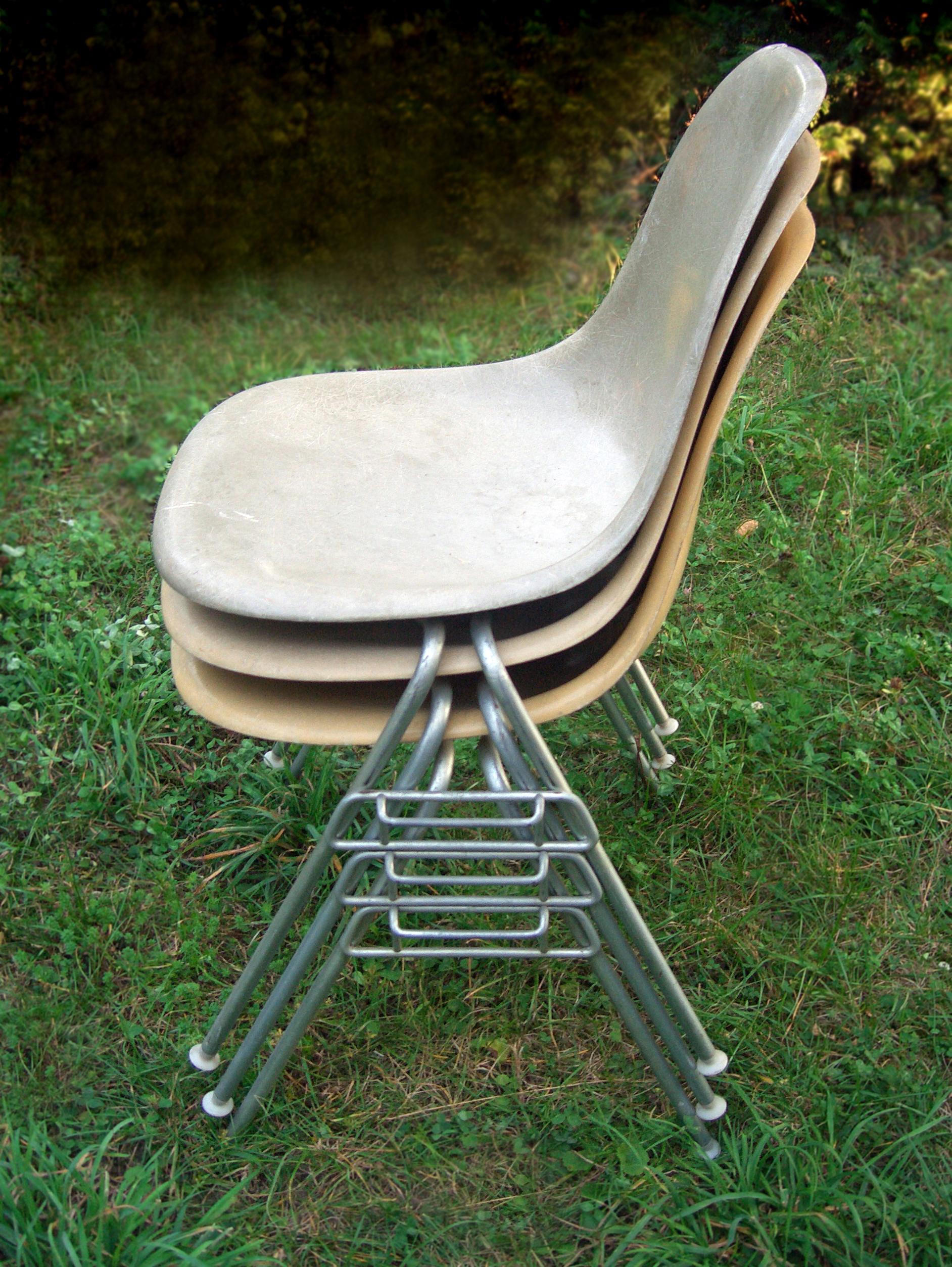
Cadires apilables